# Comuna Stepanivka, Ustînivka
Stepanivka (în ucraineană Степанівка) este o comună în raionul Ustînivka, regiunea Kirovohrad, Ucraina, formată din satele Leninka, Orlova Balka și Stepanivka (reședința).

## Demografie
Componența lingvistică a comunei Stepanivka
     Ucraineană (94,9%)
     Română (3,09%)
     Rusă (1,88%)
     Alte limbi (0,13%)
Conform recensământului din 2001, majoritatea populației comunei Stepanivka era vorbitoare de ucraineană (94,9%), existând în minoritate și vorbitori de română (3,09%) și rusă (1,88%).